# Celleporina wellingtonensis
Celleporina wellingtonensis är en mossdjursart som beskrevs av Gordon 2009. Celleporina wellingtonensis ingår i släktet Celleporina och familjen Celleporidae. Inga underarter finns listade i Catalogue of Life.